# Бугамелли, Марио
Марио Бугамелли (итал. Mario Bugamelli; 6 января 1905, Харьков — 23 ноября 1978, Триест) — итальянский композитор и музыкальный педагог. Сын и ученик Федерико Бугамелли.
Вернулся в Италию вместе с отцом в 1918 году и с 1920 года жил в Триесте. Окончил Триестскую консерваторию по классам Эузебио Курелли (фортепиано) и Антонио Иллерсберга (композиция). С 1928 года преподавал там же чтение партитур и фортепиано, концертировал как пианист. Автор опер «Однажды в воскресенье» (итал. Una domenica; 1967) и «Фонтан» (итал. La fontana; 1971, по рассказу Дино Буццати «Они не ждали другого»), балетов «Мультфильмы» (итал. Cartoni animati; 1949) и «Хореографическая поэма» (итал. Poema coreografico; 1956), разнообразных камерных и симфонических сочинений, многочисленной театральной музыки (к «Давиду и Голиафу» Георга Кайзера, «Имяреку» Гуго фон Гофмансталя и др.).